# Ricardo Vera
Ricardo Vera (Tama, 14 de noviembre de 1835 - Malanzán, 1 de julio de 1890) fue un militar argentino, originario de la Provincia de La Rioja, que participó en las guerras civiles argentinas. Es especialmente conocido por haber tomado prisionero y no haber impedido el asesinato de su pariente, el general y caudillo Ángel Vicente Peñaloza, alias El Chacho.

## Biografía
Hijo del hacendado  José María Vera Sánchez y de María Antonia Orihuela Rivero, estudió en Valle Fértil, iniciando allí la carrera militar. Se casó con su pariente Benaranda Ocampo Vera, fallecida al poco tiempo, y en segundas nupcias con Teodosia Fernández Tello.
Después de la Batalla de Pavón y la invasión porteña a las provincias del interior, fue incorporado al Ejército Argentino con el grado de capitán. Luchó a órdenes del sargento mayor Pablo Irrazábal en las dos campañas contra el Chacho Peñaloza. Participó en la Batalla de Caucete, en la Provincia de San Juan, que sería la definitiva victoria sobre el Chacho.
Formando la vanguardia de las tropas de persecución al Chacho, lo alcanzó y tomó prisionero el 12 de noviembre de 1863; el parentesco y vecindad de ambos fue causa de la confianza con que el caudillo se entregó a Vera. Unas horas más tarde llegó el coronel Irrazábal, que apenas reconoció a Peñaloza lo atravesó con una lanza y ordenó que lo remataran, herido y caído en el suelo. La tradición cuenta que la esposa del Chacho recriminó a gritos a Vera que estaban matando a su propia sangre, pero este no hizo nada por salvarlo.
Más tarde fue ascendido al grado de coronel del Ejército Argentino. En 1865, al producirse la revolución de Aurelio Zalazar, fue derrotado por este en el combate de Catuna. Luchó también contra las montoneras de Felipe Varela.
Falleció en Malanzán en el año 1890, siendo enterrado en la parroquia del pueblo.